# John B. Floyd
John Buchanan Floyd (1 juni 1806 – 26 augustus 1863) was de  31ste gouverneur van Virginia, minister van oorlog en een Zuidelijke brigadegeneraal tijdens de Amerikaanse Burgeroorlog. Hij zou de belangrijke Slag om Fort Donelson verloren hebben.

## Vroege jaren
John Buchanan Floyd werd geboren in Blacksburg, Virginia op 1 juni 1806.  Hij was de oudste zoon van Laetitia Preston en gouverneur John Floyd (1783-1837). Zijn jongere broer, Benjamin Rush Floyd, zetelde in beide kamers van de Virginia General Assembly maar raakte niet verkozen in het federaal parlement. Zijn zus Nicety (1809-1908) huwde de Amerikaanse senator John Warfield Johnston. Hij had nog twee andere zussen die hun broers zouden overleven, namelijk Letitia Preston Floyd Lewis (1814-1886) en Eliza Lavallette Floyd Holmes (1816-1887). Zijn vader diende in het U.S. House of Representatives Congress tussen 1817 en 1829 en als gouverneur van Virginia tussen 1830 en 1834.
Floyd had Engelse, Welshe, Schotse en Ierse voorvaderen. In 1826 studeerde  hij af aan de South Carolina College. Hij trad in het huwelijk met zijn nicht, Sarah (Sally) Buchanan Preston (1802-1879) op 1 juni 1830. Het huwelijk zou kinderloos blijven.

## Beginnende politieke loopbaan
Hij werd in 1828 toegelaten tot de balie van Virginia. Hij was advocaat in zijn thuisstaat en in Helena Arkansas waar hij een groot deel van zijn fortuin zou verliezen na een mislukte participatie in een katoenplantage. Ook zijn gezondheid zou er onder lijden.
In 1839 keerde Floyd terug naar Virginia en ging in Washington County wonen. Vier jaar later werd hij verkozen voor de gemeenteraad van Abingdon en voor de Virginia House of Delegates in 1847. Het jaar erop werd hij herverkozen maar nam ontslag toen hij 1849 de verkiezingen won als gouverneur van Virginia. Tijdens zijn termijn als gouverneur liet Floyd een monument bouwen voor president George Washington. De eerste steen werd gelegd in aanwezigheid van president Zachary Taylor op 22 februari 1850. Hij ijverde voor een wetgeving waarbij een belasting zou gegeven worden voor staten die gevluchte slaven uit Virginia niet wilden uitleveren. Dit was in strijd me de Interstate Commerce Clause.
Na zijn gouverneurschap werd hij in 1852 onmiddellijk herverkozen als lid van de Virginia House of Delegates. Floyd kocht de Abington Democrat van Leonidas Baugh toen die benoemd werd tot postmeester. Hij stelde J.M.H. Brunet aan als redacteur.  Burnet overleed echter. De krant werd in 1857 per opbod verkocht om de schulden te kunnen betalen die Stephen Pendleton, de volgende redacteur, had gemaakt. Floyd was een actief lid van de Democratische partij en steunde James Buchanan voor de Amerikaanse presidentsverkiezingen 1856.

## Minister van oorlog

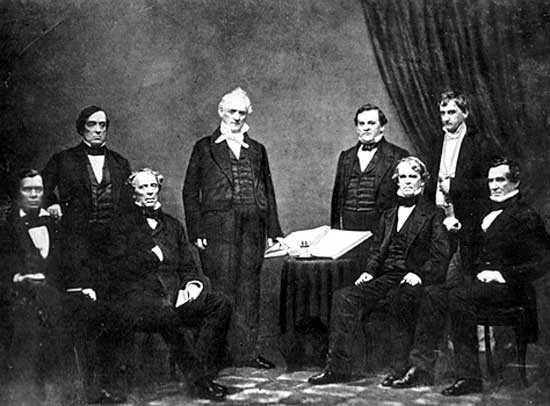
President Buchanan en zijn kabinet
Van links naar rechts: Jacob Thompson, Lewis Cass, John B. Floyd, James Buchanan, Howell Cobb, Isaac Toucey, Joseph Holt, en Jeremiah S. Black ({rond 1859)

In maart 1857 werd Floyd benoemd tot minister van oorlog in het kabinet van James Buchanan. Zijn administratieve kwaliteiten (of het gebrek eraan) zou snel duidelijk worden naar aanleiding van de Utahoorlog. Floyd was betrokken bij het schandaal van de “verdwenen Indian obligaties” die zou losbarsten eind 1860, toen het presidentschap van Buchanan bijna ten einde was. De neef van de echtgenote van Floyd, Godard Bailey, die voor Binnenlandse Zaken werkte en de obligaties uit een kluis meenam was eveneens betrokken. De obligaties werden te gelde gemaakt en de opbrengsten werden verdeeld onder Russell, Majors en Waddell (die het contract voor de Pony Express beheerde). Toen in december 1860 ook bleek dat Floyd leningen had toegestaan aan leveranciers van de overheid met hun toekomstige inkomsten als waarborg, vroeg Buchanan zijn ontslag. Enkele dagen later werd Floyd officieel beschuldigd van financiële onregelmatigheden als minister. Deze beschuldigd werd verworpen in 1861 wegens technische procedurefouten. Er werd nooit bewijs gevonden dat Floyd zichzelf zou verrijkt hebben. Hij zat zelfs financieel aan de grond na zijn ontslag.
Hoewel hij in het openbaar tegen de afscheiding van de Zuidelijke staten was naar aanleiding van de verkiezing van Abraham Lincoln, werd hij na zijn ontslag uit de regering Buchanan verdacht van het overbrengen van grote voorraden uit de federale arsenalen als voorbereiding op de afscheiding van de Zuidelijke staten.
Er werd een parlementaire onderzoekscommissie opgericht in de herfst van 1861 om het doen en laten van Floyd als minister van oorlog na te trekken. Alle verslagen van 1859 en 1860 betreffende wapentransporten werden onderzocht. Zo werd er vastgesteld dat er na de Raid van John Brown op Harpers Ferry hij de arsenalen in de Zuidelijke staten met 115.000 musketten en geweren had versterkt in het najaar van 1859. Hij wou ook zware kanonnen naar het fort in Galveston Harbor, Texas en een nieuw fort aan de monding van de Mississippi sturen. Maar deze laatste orders werden tenietgedaan door de president.
Zijn ontslag als minister van oorlog op 29 december 1860 werd versneld omdat Buchanan weigerde een bevel te ondertekenen waarbij majoor Robert Anderson Fort Sumter diende te evacueren. Dit zou de directe aanleiding vormen van de Amerikaanse Burgeroorlog. Op 27 januari 1861 werd Floyd officieel in verdenking gesteld door een jury in Washington D.C. wegens fraude en samenzwering tegen de staat. Floyd verscheen voor de rechtbank op 7 maart 1861. De aanklacht werd onontvankelijk verklaard wegens te weinig bewijzen.

## De Amerikaanse Burgeroorlog

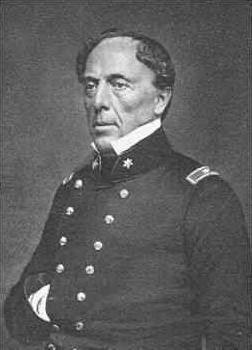
Generaal John B. Floyd

Na de afscheiding van Virginia kreeg Floyd een commissie als generaal-majoor in het Provisional Army of Virginia. Op 23 mei 1861 werd hij aangesteld als brigadegeneraal in het Zuidelijke leger. Hij nam deel aan enkele kleinere operaties die geen echt succes kenden in de Kanawhavallei onder leiding van Robert E. Lee. Floyd werd gewond en zijn eenheden leden een nederlaag op 10 september 1861 tijdens de Slag bij Carnifex Ferry.
Brigadegeneraal Floyd legde de verantwoordelijkheid voor zijn nederlaag Carnifex Ferry bij brigadegeneraal Henry A. Wise. Floyd stelde dat Wise weigerde om hem te hulp te komen. Mason Mathews, lid van het Virginia House of Delegates en vader van de aide-de-camp van Wise verbleef verschillende dagen in het kamp om de meningsverschillen tussen beide generaals op te lossen. Daarna schreef Mathews een brief aan president Jefferson Davis dat het misschien beter was om beide heren een andere functie te geven of dat “ze er alles aan zouden doen om elkaar te vernietigen in plaats van de vijand.” Davis ontnam hierop de functie van Wise als bevelhebber in westelijke Virginia en dus werd Floyd de hoogste officier.
In januari 1862 werd Floyd naar het westelijke front gestuurd waar hij zich meldde bij generaal Albert Sidney Johnston. Floyd kreeg een divisie toevertrouwd en werd naar Fort Donelson gestuurd om daar het bevel op zich te nemen. Hij arriveerde op 13 februari, twee dagen nadat een Noordelijk leger stellingen had ingenomen rond het fort. Fort Donelson vormde de sleutel tot de Cumberland en onrechtstreeks tot  Nashville en Tennessee. Op 6 februari veroverden de Noordelijken, onder leiding van brigadegeneraal Ulysses S. Grant, Fort Henry op de nabijgelegen Tennessee met kanoneerboten. Floyd was niet de ideale persoon om zo’n strategisch punt te verdedigen. Hij had veel politieke invloed maar weinig militaire ervaring. Johnston had andere en meer ervaren officieren tot zijn beschikking (zoals P.G.T. Beauregard en William J. Hardee) maar toch koos hij om Floyd te sturen. Floyd zelf had weinig invloed op het verloop van de Slag om Fort Donelson. Hij liet het werk over aan zijn onderbevelhebbers zoals brigadegeneraal Gideon Johnson Pillow en brigadegeneraal Simon Bolivar Buckner. De Noordelijken hadden het fort en het nabijgelegen stadje Dover volledig omsingeld. Op 15 februari probeerden de Zuidelijke uit te breken. Hoewel de poging in het begin vlot leek te verlopen, mislukte de uitbraakpoging doordat Pillow Zuidelijke eenheden niet betrokken had in de aanval en Grant al snel versterkingen stuurde.
In de vroege ochtend van 16 februari besloten de Zuidelijke generaals om de strijd te staken en zich over te geven. Floyd, die schrik had om gearresteerd te worden wegens verraad, gaf het bevel over aan Pillow. Deze gaf het onmiddellijk door aan Buckner. De volledige Tennessee Cavalerie onder leiding van kolonel Nathan Bedford Forrest kon ontsnappen. Ook Pillow ontsnapte door met een klein bootje de Cumberland over te steken. De volgende ochtend kon ook Floyd ontkomen met de 36th Virginia Infantry, de 51st Virginia Infantry, twee artilleriebatterijen en enkele andere eenhden. Hij bereikte zonder veel problemen Nashville net voordat Buckner zich overgaf aan Grant in één van de grootste strategische nederlagen voor de Zuidelijken tijdens het conflict.
Floyd werd door president Davis ontgeven van zijn commando op 11 maart 1862. Hij nam zijn taak als generaal-majoor van de Virginia militie opnieuw op. Zijn gezondheid ging echter snel achteruit en stierf een jaar later in Abingdon. Daar werd hij begraven in Sinking Spring Cemetery.